# Kiełpiny (województwo warmińsko-mazurskie)
Kiełpiny – wieś w Polsce położona w województwie warmińsko-mazurskim, w powiecie działdowskim, w gminie Lidzbark.
Do 1954 roku istniała gmina Kiełpiny. W latach 1954–1972 wieś należała i była siedzibą władz gromady Kiełpiny. W latach 1975–1998 miejscowość administracyjnie należała do województwa ciechanowskiego.
W pobliżu wsi znajduje się Jezioro Kiełpińskie.
W miejscowości znajduje się Szkoła Podstawowa im. Orła Białego
Inne miejscowości o nazwie Kiełpin: Kiełpin, Kiełpino, Kiełpiny, Kiełpinek

## Urodzeni w Kiełpinach
- Marcin Kamiński – bankowiec, kapitan pospolitego ruszenia piechoty Wojska Polskiego, kawaler Orderu Virtuti Militari, ofiara zbrodni katyńskiej[4].